# Aureus (Mainz)

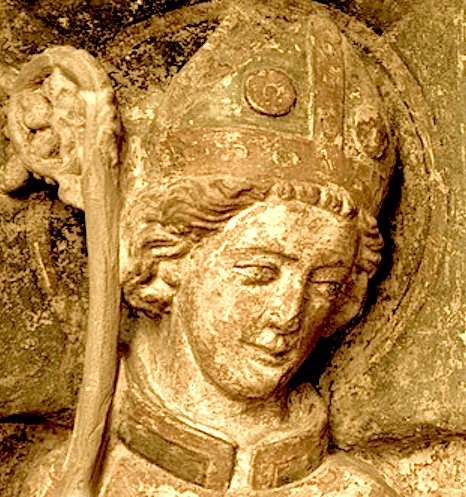
Hl. Aureus. Gedenk-Grabstein (1320) im Chorraum der St. Ägidienkirche, Heilbad Heiligenstadt

Der heilige Aureus (* unbekannt im Rhone-Loire-Gebiet; † um 436 oder 451 in Mainz) soll in der ersten Hälfte des 5. Jahrhunderts Bischof von Mogontiacum (Mainz) gewesen sein.

## Leben
Nach der ältesten überlieferten Mainzer Bischofsliste aus dem 10. Jahrhundert ist er der erste mit Namen bekannte Bischof. Die kirchlichen Quellen über das Leben das Aureus sind stark von Legenden geprägt und untereinander widersprüchlich. Außerhalb dieser Quellen gibt es keinen Nachweis über ihn. Er ist daher nicht eindeutig historisch fixierbar.
Das älteste Zeugnis über Aureus stammt aus einem Werk des späteren Mainzer Erzbischofs Rabanus Maurus, das dieser anlässlich der Weihe der Fuldaer Klosterkirche geschrieben hat. Danach gab es in dieser Kirche auf der Südseite einen Altar, der unter anderem dem hl. Aureus geweiht war.
843 schrieb Rabanus außerdem ein Martyrologium, das für den 16. Juni den Tod des Aureus und seiner Schwester Justina bezeugt. Sie wurden demnach bei einem Überfall der Hunnen in der Kirche ermordet. Eine Jahresangabe fehlt jedoch. Spätere Quellen geben das Jahr 454 an, was aber wenig wahrscheinlich ist, da der Überfall der Hunnen auf das Jahr 451 zu datieren ist. Wenn Aureus bei einem der Überfälle der Völkerwanderungszeit das Martyrium erlitten hat, so kommen neben 451 auch 436, 406/7 und sogar 368 infrage. 406/7 gilt als Jahr, in dem der in Mainz später ebenfalls als Heiliger verehrte Alban das Martyrium erlitt. Einer Überlieferung zufolge wurde Alban enthauptet, weil er in Mainz gegen den Arianismus predigte. Dieselbe Überlieferung spricht von einem vor der Zeit des Alban vertriebenen Bischof Aureus.
Demnach wäre Aureus schon vor 406 Bischof von Mainz gewesen. Weil er gegen den Arianismus eintrat, wurde er von Mainzer Bürgern vertrieben. Während seiner Abwesenheit wirkten der offenbar aus Italien stammende Bischof Theomast/Theonestus und sein Schüler Alban in der Stadt. Nach 406 kehrte er wohl wieder in die nunmehr zerstörte Stadt zurück und übte sein Bischofsamt wieder aus. Dagegen, dass er erst 451 das Martyrium erlitt, spricht die ungewöhnlich lange Amtszeit von 50 Jahren und die dann schwierige zeitliche Einordnung des nachfolgenden Bischofs Maximus. Vermutlich hat Aureus daher schon 436 zusammen mit seiner Schwester Justina das Martyrium erlitten. Er wurde entgegen späterer Annahmen nicht erst 805 in die Albansbasilika überführt, sondern schon direkt nach seinem Tod dort begraben. 805 fand lediglich eine Umbettung statt.

## Verehrung

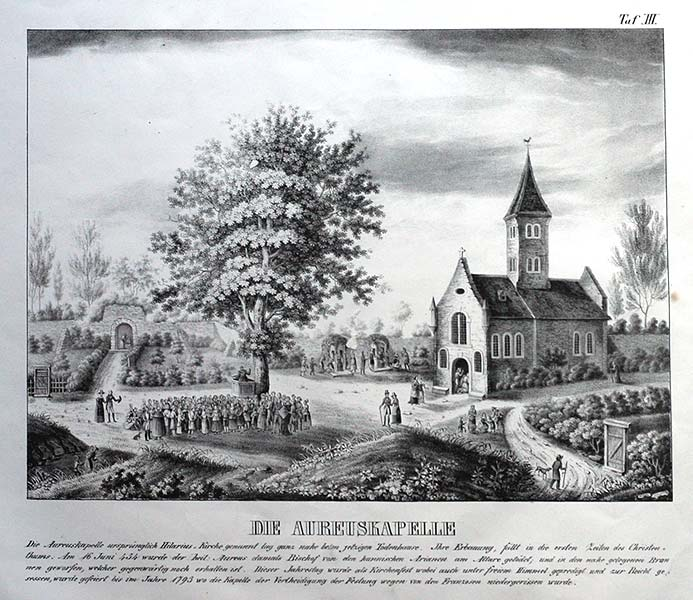
Die 1793 zerstörte Aureuskapelle. Lithographie von Jean Dionis Bernard Wasserburg (1813–1885), Bruder des Schriftstellers Philipp Wasserburg

Traditionell wird Aureus im Bistum Mainz als Heiliger verehrt. Ihm war die Aureuskapelle in Zahlbach (Mainz) geweiht, die sich nach der örtlichen Überlieferung an der Stelle seines Martyriums bzw. seines Begräbnisortes befand. Es handelt sich dabei wahrscheinlich um den ältesten kontinuierlich genutzten christlichen Kultplatz in Mainz. Sie geht auf die St.-Hilarius-Kirche zurück, die in der Frühzeit oft als Grabeskirche der Mainzer Bischöfe gedient hatte. Diese Kapelle existiert nicht mehr, sie wurde 1793 bei der Erstürmung von Mainz vollständig zerstört. 1856 errichtete man auf dem Gelände, das nun im Bereich des Mainzer Hauptfriedhofs lag, nach Plänen des Kölner Dombaumeisters Vincenz Statz einen Neubau, der wiederum 1944, im Zweiten Weltkrieg, bei einem Fliegerangriff unterging.
1022 wurden Reliquien des Aureus ins kurmainzische Heiligenstadt überführt. Seit dem späten Mittelalter wurde er dort zusammen mit seinem Diakon Justinus (!) als Stadtpatron verehrt. Dieser lokalen Verehrung liegt eine abweichende Version der Legende zugrunde, der zufolge Aureus und sein Diakon dem Hunnenkönig Attila entkamen und ins Eichsfeld flohen, dort jedoch eingeholt, gemartert, enthauptet und begraben wurden – an eben der Stelle, an der später wegen der dort geschehenen Wunder Heiligenstadt gegründet wurde.
Daneben wird der hl. Aureus auch in Oberursel-Bommersheim besonders verehrt.
Das Fest des heiligen Aureus wird am 16. Juni gefeiert bzw. als Eigenfest der Diözese Mainz am 27. Juni.
Dem heiligen Aureus sind folgende Kirchen geweiht:
- St. Aureus und Justina (Bommersheim)
- St. Aureus und Justina (Büdesheim)